# Sumpfteich

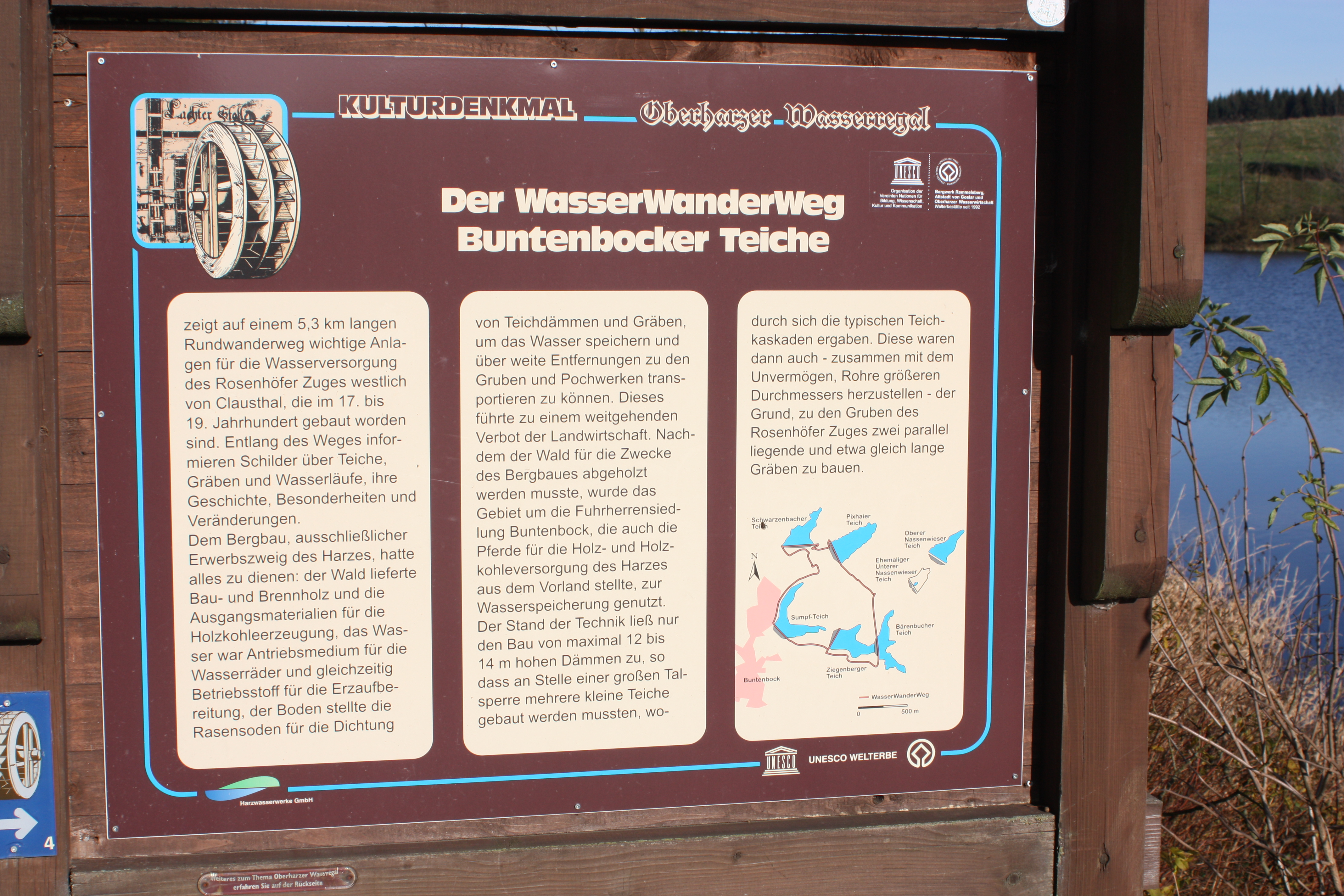
Infotafel am Sumpfteich, Wasser Wander Weg

Der Sumpfteich ist eine historische Talsperre östlich von Buntenbock bei Clausthal-Zellerfeld. Er gehört zu den Oberharzer Teichen, die für Montanzwecke angelegt worden sind. Als Bestandteil des Oberharzer Wasserregales ist auch der Sumpfteich Teil des UNESCO-Weltkulturerbes Bergwerk Rammelsberg, Altstadt von Goslar und Oberharzer Wasserwirtschaft.

## Beschreibung
Der Sumpfteich ist die vierte Staustufe der Innerste, hat ein Stauvolumen von 189.000 Kubikmeter, und sein Staudamm ist knapp sieben Meter hoch. Er befindet sich unmittelbar am Rand der Ortslage.
Oberhalb liegen im Innerstelauf der Ziegenberger Teich, der Bärenbrucher Teich und der Obere Nassenwieser Teich. An einem Nebenarm des Schwarzenbaches befindet sich der Pixhaier Teich und im Verlauf des Schwarzenbaches befinden sich oberhalb noch der Schwarzenbacher Teich, der Alte Wasserläufer Teich sowie der Johann-Friedricher Teich. Unterhalb befindet sich der Prinzenteich sowie nach grob 15 weiteren Kilometern die Innerstetalsperre. 
Die Geschichte des Sumpfteiches lässt sich bis 1639 zurückverfolgen. 